# Tella (mythologie basque)
Pour les articles homonymes, voir Tella.
Tella est le mot basque désignant la tuile. La tuile est le symbole de la maison. C'est pour cela que selon la tradition, la femme qui vient d'accoucher ne doit pas quitter la maison avant d'avoir reçu dans l'église la bénédiction post-partum. En cas d'urgence, elle peut sortir de chez elle si elle porte une tuile sur sa tête. Cette dernière représente la maison.
La tuile est un symbole de propriété. Sous les bornes qui limitent un terrain appartenant à une personne ou à un groupe donné, on met des fragments de tuiles (Mugaarri). Elles témoignent et assurent ainsi leur authenticité. On dépose aussi des charbons dans le même but.
Les pasteurs n'étaient pas propriétaires de leurs cabanes dans les terrains communaux. C'est pour cela qu'ils ne pouvaient pas les couvrir avec de la tuile, signe de propriété. Le berger qui ne passait pas au moins un jour de l'année en compagnie de ses brebis dans une de ces cabanes, y perdait le droit de jouissance et par la suite n'importe qui pouvait venir l'occuper.

## Étymologie
Teila signifie « la tuile » en basque. C'est un emprunt du terme latin tegula, de même sens. Le suffixe k indique le pluriel : teilak se traduit donc par « les tuiles », donc les toits.